# Diapoteca
Una diapoteca es un lugar donde se guarda una colección de diapositivas. 
Puede ser parte de una biblioteca o ser un ente autónomo perteneciente a una organización mayor, como un departamento académico de una universidad, un museo o una corporación. Generalmente, una diapoteca contiene diapositivas que muestran obras de arte, arquitectura u objetos de la cultura, y es típicamente usada para el estudio, la enseñanza y la documentación de la historia del arte, de la historia de la arquitectura y de la cultura visual. Otras disciplinas académicas y ciencias, como la biología, también mantienen colecciones de imágenes.
Las corporaciones también pueden poseer librerías de imágenes para continuar y documentar sus publicaciones e historia. El término diapoteca es cada vez menos usado, siendo más común referirse a la "colección de recursos visuales", ya que este tipo de lugar puede ser responsable de todo el material visual requerido para el estudio de un tema, incluyendo imágenes quietas y en movimiento en una gran variedad de formatos físicos y virtuales. Entre estos están:
- Diapositivas de 35mm
- Fotografías en papel
- Imágenes digitales
- Películas y vídeos

## Obsolescencia y digitalización
Con el tiempo el uso de las diapositivas se ha vuelto problemático a causa de la paulatina desaparición de los proyectores de diapositivas. La empresa Kodak, líder en la producción de proyectores de diapositivas, dejó de fabricarlos en el año 2004. Así mismo, el uso generalizado de la fotografía digital y las presentaciones de diapositivas virtuales (Power Point) han ido desplazando a las diapositivas físicas. Como consecuencia, las diapotecas se están viendo en la necesidad de digitalizar sus archivos de diapositivas; se están convirtiendo en diapotecas digitales o virtuales.